# Elena Gigli
Elena Gigli, née le 9 juillet 1985 à Empoli, est une poloïste internationale italienne qui évoluée au poste de gardienne de but. Elle remporte la médaille d'or lors Jeux olympiques d'été de 2004 avec l'équipe d'Italie.

## Palmarès

### En sélection
- Italie
  - Jeux olympiques :
    - Médaille d'or : 2004.

  - Coupe du monde :
    - Finaliste : 2006.

  - Ligue mondiale :
    - Finaliste : 2006.
    - Troisième : 2004.

  - Championnat d'Europe :
    - Vainqueur : 2012.
    - Finaliste : 2006.